# Thurbrücke Andelfingen

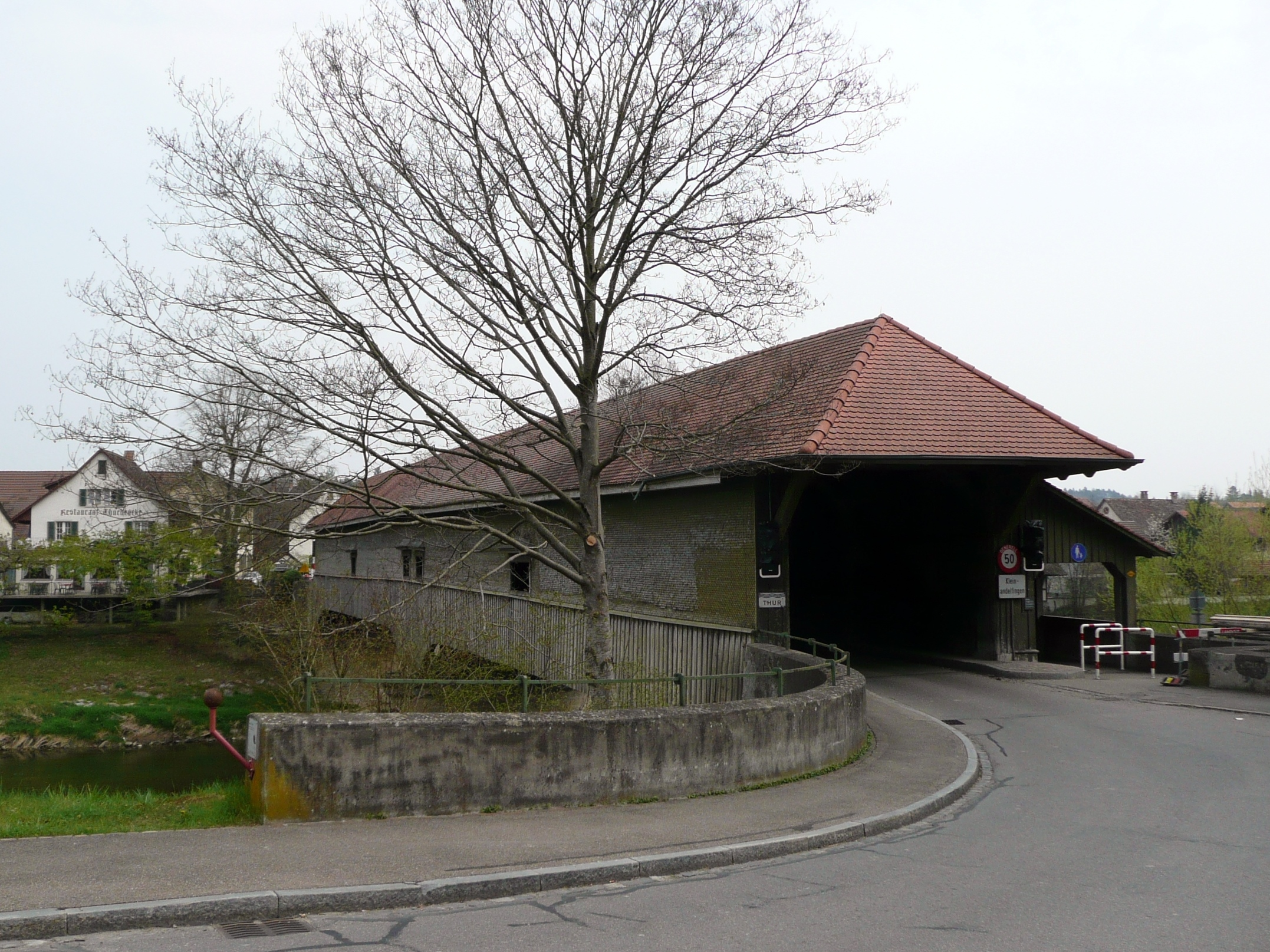
Thurbrücke Andelfingen mit dem 1979 angebauten Fussgängersteg (rechts).

Die Thurbrücke Andelfingen ist eine gedeckte Holzbrücke im Zürcher Weinland in der Schweiz. Die 1815 erbaute Brücke überspannt die Thur und verbindet die beiden Ortschaften Kleinandelfingen und Andelfingen.

## Konstruktion
Die Brücke wurde in der üblichen Bauart von gedeckten Holzbrücken mit Hänge- und Sprengwerk erstellt. Sie hat eine Länge von 71,85 Metern. Der Mittelpfeiler besteht aus Stein und die zwei Spannweiten betragen je 31,10 Meter. Die Brücke ist mit einem Walmdach gedeckt und nur einspurig befahrbar. Der Verkehr wird mit einer Lichtsignalanlage geregelt.

## Geschichte
Die erste Andelfinger Brücke wurde erstmals 1324 urkundlich erwähnt. Das Kloster Rheinau verlieh zu dieser Zeit das Fährrecht und den Brückenzoll von Andelfingen. Zürich erwarb 1488 Zoll und Brücke vom Rheinauer Lehensträger Beringer von Hohenlandenberg. In den folgenden Jahrhunderten wurde die Brücke mehrmals baulich verändert.
Im Kriegsjahr 1799 kämpften am 25. Mai im Zweiten Koalitionskrieg Frankreich und Österreich um den wichtigsten Thurübergang. Die Franzosen feuerten mit ihren Kanonen von der Höhe des Schlosses auf die nördlich der Thur aufgestellten kaiserlichen Batterien. Die Österreicher steckten schliesslich die umkämpfte Brücke in Brand. Erst 1814/15 wurde als Ersatz die heutige gedeckte Brücke erbaut.
1979 wurde ein Fussgängersteg angebaut.

## Nachbachbrücken
Die alte gedeckte Holzbrücke von 1815 genügte in den 1950er Jahren dem wachsenden Strassenverkehr nicht mehr. Die Baudirektion des Kantons Zürich schrieb deshalb 1954 einen öffentlichen Wettbewerb für die Erstellung einer neuen Brücke über das Thurtal aus. Diese sollte das Kernstück der geplanten Umfahrungsstrasse des Bezirkshauptortes Andelfingen im Rahmen der Hauptstrasse 15 bilden. 1958 wurde östlich der bestehenden Brücke die neue Weinlandbrücke eingeweiht. Heute führt über sie die Autostrasse A4. Im Jahre 2000 folgte parallel dazu die neue Brücke der Hauptstrasse 15. 
Noch weiter östlich überqueren die 1857 erbaute Eisenbahnbrücke Andelfingen der Rheinfallbahn (von Schaffhausen nach Winterthur) und die 1874 erbaute Thurbrücke Ossingen der Bahnstrecke Winterthur–Etzwilen die Thur.